# Szövetség ’90/Zöldek
A Szövetség ’90/Zöldek (németül: Bündnis 90/Die Grünen) párt Németországban, a világ legrégibb és 2007-ig legsikeresebb zöld pártja.

## Története

### Alapítás
A pártot az 1970-es évek közepétől kezdve a 80-as évek elejéig alakították ki mindenekelőtt az „új társadalmi mozgalmakként” megjelölt csoportosulások, illetve egyes konzervatív szerveződések társulásával. Az 1979-es európai parlamenti választásokon a szervezet színeiben induló Petra Kelly és Herbert Gruhl listavezetésével „Egyéb politikai szerveződés A Zöldek” néven indulva a szavazatok 3,2%-át szerezték meg. A párt ténylegesen 1980. január 13-án Karlsruhe-ben "Die Grünen" („A Zöldek”) néven alakult meg. Politikai jelszavaik a szociális gondolkodás, a környezetvédelem, a bázisdemokrácia és a pacifizmus voltak, míg Petra Kelly pártellenes pártként definiálta a szervezetet. A zöldek sikere felbolygatta az NSZK közéletét.

### Fejlődés 1990-ig
1983-ban a Zöldek a szavazatok 5,6%-át elnyerve jutottak a Bundestagba, ahol 27 helyet szereztek. A következő években párton belül küzdelem bontakozott ki a fundamentalista környezetvédő-szocialista csoportosulás és a szövetségi köztársaság politikai rendszeréhez idomulni igyekvő reálpolitikusi gárda között. 1985-ben Hessen tartományban szövetségre lépett a szociáldemokrata párttal, Joschka Fischer hesseni környezetvédelmi miniszter lett. Az 1987-es választásokon már 8,3%-ot ért el a párt és 44 helyet szerzett. A fal leomlásakor a párt kinyilvánította, hogy számára Németország újraegyesítése nem döntő fontosságú. 1990-ben az NDK-ban is megalapították a Zöld pártot. Egy évvel később a két párt egyesült. Az 1990-es választásokon a zöldek kiestek a parlamentből. Az NDK-ban elért jó eredménynek köszönhetően a keleti tartományokból az egyesítés után bejutott 8 képviselővel éppen csak megőrizték tagságukat a Bundestagban.

### Egyesülés a Bündnis ’90-nel
1989-ben, illetve 1990-ben több keletnémet emberjogi szervezet (Demokratie Jetzt, az Initiative Frieden und Menschenrechte és a Neuen Forums) egyesült a "Bündnis 90" (Szövetség ’90) szervezetben. A szervezet 8 mandátumhoz jutott az NDK utolsó parlamentjében. 1993-ban összeolvadt a "Die Grünen" párttal, megalapítván a Bündnis 90/Die Grünen (magyarul: Szövetség ’90/Zöldek) pártot. Az új szerveződés 1994-ben a szavazatok 7,3%-ával újból bejutott a Bundestagba. Ugyanebben az évben megalakult a párt ifjúsági szervezete, a Grüne Jugend (Zöld Ifjúság).

### Kormánypártként 1998 és 2002 között

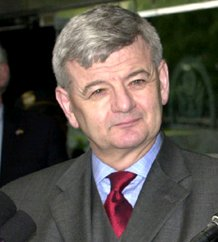
Joschka Fischer, a Zöldek külügyminisztere 1998-2005 között

Az addig szövetségi szinten csak ellenzéki szerepkörben működő párt az 1998-as választások után koalíciós szerződést kötött a választásokon győztes szociáldemokratákkal. A korábbi frakcióvezető Joschka Fischer külügyminiszter és a szövetségi kancellár helyettese lett. A párt még két minisztert delegált Gerhard Schröder kormányába. Andrea Fischer egészségügyi, míg Jürgen Trittin környezetvédelmi miniszter lett. 2001-ben a Németországot is megrázó BSE-válságot követő kormányátalakítás során a zöldek elveszítették az egészségügyi tárcát, cserébe viszont a párt adta a mezőgazdasági minisztert. Ebben a kormányzati ciklusban a Zöldek kiharcolták az ökoadó bevezetését, a bevándorlási szabályok könnyítését. Ebben az időszakban a zöldek politikájának köszönhetően hagyott fel Németország az atomerőművek építésével. Joschka Fischer vezetésével az ország a második világháború óte nem látott aktivitással vett részt a nemzetközi politikai életben. Németország részt vett az 1998-as koszovói háborúban.

### Kormánypártként 2002 és 2005 között
A 2002-es választásokon a Zöldek a szavazatok 8,6%-át nyerték el és újból koalíciós kormányt alakítottak a szociáldemokratákkal. E választásokon jutott elsőként zöldpárti egyéni képviselőjelölt a Bundestagba. 2004-ben az ifjúsági szervezet mintájára megalakult az Öreg Zöldek csoport is. A 2004-es európai parlamenti választásokon a Zöldek történetük legjelentősebb sikerét érték el; a szavazatok majdnem 12%-át szerezték meg. Berlinben a második legjelentősebb politikai erővé lépett elő a Zöld párt, Kreuzberg kerületben pedig abszolút többséget szerzett. 2004-ben Szászországban 5,1%-ot értek el, ezzel 1998 óta először jutottak be egy keleti tartomány parlamentjébe. (1998 óta minden keleti tartományi gyűlésből kiesett a párt.)

### Újból ellenzékben

A Zöldek szerepe a tartományokban

2005-ben Gerhard Schröder kancellár szerencsétlenül végződött előrehozott választásával megbukott a szociáldemokrata-zöld koalíció. A Zöldek 8,1%-ot szerezve a harmadik legerősebb pártként jutottak a törvényhozásba. A konzervatívok és a zöldek között már az első megbeszéléseken kiderült, hogy programjaik nem egyeztethetőek össze. A Bundestag két vezető pártja (CDU és SPD) végül a nagykoalíció létrehozása mellett döntött, így a Zöldek kormányzati szerepvállalására nem volt többé szükség. Ugyanebben az évben a zöldek kiestek Rajna–Pfalz és Szász-Anhalt tartományok parlamentjéből is és nem sikerült bejutni a mecklenburg-előpomerámiai törvényhozásba sem. Az újításra kényszerülő pártvezetés új emblémát készíttetett, amelyet főleg keleten ért sok kritika, ezért ott nem használják. Az országszerte teret veszítő párt eddigi legjobb választási eredményét produkálta a brémai választásokon, ahol 16%-ot elérve a kormánykoalíció tagja lett. A három 2008-as tartományi választáson (Hessen, Alsó-Szászország és Hamburg) előállt helyzet miatt először merült fel, hogy a Zöldek tartományi koalíciókra lépjenek a CDU-val és az FDP-vel. 2008. április 16-án a Zöldek Hamburgban történetük során először kötöttek koalíciós szerződést a CDU-val. 2009 a párt kisebb megerősödésének éve volt. A párt két nyugati tartományban (Hessen és Schleswig-Holstein szavazatait csaknem megduplázta a tartományi választásokon, míg két keleti tartományban (Brandenburg és Türingia) 5%-ot meghaladó eredményt elérve újból frakciót alapíthatott. A májusi európai választásokon 12,1%-ot kaptak a zöldek, amely az addig országos szinten elért legjobb eredményük volt. A zöldek ellenzéki pártként vesznek részt a 2009-ben megválasztott Bundestag munkájában is. Ezen választáson a párt 10%-ot ért el.

## Pártstruktúra

### Szavazótábor

A felmérések szerint a Zöldek szavazói iskolázottabbak a többi párt választóinál; 62%-uk érettségizett vagy diplomás. A szavazók átlagéletkora 38,1 év, és az átlag német állampolgárnál több a jövedelmük. A szavazók 48%-a nő. A zöld fellegvárak közé mindenekelőtt nyugatnémet nagyvárosok (Berlin, Hamburg, München, Köln és Stuttgart) illetve jelentős egyetemi központok (Oldenburg, Freiburg, Bonn, Göttingen) tartoznak. A néhai NDK-ban a párt szavazótábora 3-5%-kal gyengébb a nyugati átlagnál, ez rendre azt eredményezi, hogy a Zöldek nem jutnak be a keleti tartományok parlamentjeibe.

### Kvótarendszer
A Zöldek pártjuk életében következetesen a nemi alapon vezetett kvótarendszert alkalmazzák. A párt tisztségeinek legalább felét a nők számára tartják fenn.
- A kvótarendszer alapján a párt választási listáit úgy kell összeállítani, hogy a listáról pozíciót szerző nők aránya minimum 50% legyen.
- Az ugyanarra a párttisztségre jelentkező jelöltek felének nőnek kell lennie.
- A párton belüli választások két körből állnak. Az első körben az azonos szinten lévő tisztségek felére választanak női jelölteket. A második körben nyílt szavazás következik, ahol nőkre és férfiakra egyaránt szavazni lehet.
- Egy háromtagú párttestületben minimum két nőnek kell helyet foglalnia.

A választási listák páratlan számú helyeit (1., 3., 5. stb.) nőknek tartják fenn, míg a páros számú helyekre nők és férfiak is kerülhetnek. A párt vezető testületeiben társelnöki tisztség működik, ahol a társelnökök egyike kötelezően nő. A nemi felosztás a pártok üléseire is érvényes: a gyűléseken nem szólalhat fel egymást követően két férfi.
A női kvótának köszönhető, hogy a német pártok közül a Zöldeknél a legmagasabb a tisztviselő nők aránya. A Zöldek szerint a kvótarendszer szükségszerű és kötelességüknek tekintik a nők hátrányos megkülönböztetése elleni harcot, illetve a politikában a férfi-nő arányok kiegyenlítését. A párton belül többször is felvetődött, hogy a női kvótarendszer tulajdonképpen a férfiak diszkriminálása. A párt ifjúsági szervezete ezért több tartományban megreformálta a kvótarendszert és úgy rendelkezett, hogy a tisztségek felét nőknek, másik felét férfiaknak kell fenntartani. A kisebb közösségekben működő alapszervezeteknek rendszeresen problémát okoz a nők számára fenntartott tisztségek feltöltése. A kvótarendszer azt sem tudta megakadályozni, hogy a pártot éveken át – különböző párttisztségekből – egy férfi (Joschka Fischer) irányítsa.

## Ideológia

### Pártprogram
A jövő zöld!-hangzik a Zöldek politikai alapvetéseit tartalmazó pártprogram jelmondata, amelyet a 2002-es berlini kongresszuson fogadott el a tagság. A Zöldek programja négy alapvetésből indul ki. „Összekötjük az ökológiát, az önrendelkezés, a kiterjesztett igazságosságot és az élő demokráciát. Hangsúlyt helyezünk az erőszakmentességre és az emberi jogokra.” Az alapvetések ökológiai szemléletű adóreformot, fenntartható energiapolitikát, az állati jogok védelmét és szociális biztonságot kialakító javaslatokban öltenek testet. A berlini programmal a régi, még 1980-ban elfogadott saarbrückeni programot váltotta fel a párt. Az új pártprogramban nem szerepel már az ország NATO-tagságát megszüntetni szándékozó törekvés sem. Ezt programpont megvalósítása ténylegesen már 1999-ben, a koszovói háború támogatásakor lekerült a napirendről.

### Elnökök
| - Marianne Birthler (1993–1994) - Krista Sager (1994–1996) - Gunda Röstel (1996–2000) - Renate Künast (2000–2001) - Claudia Roth (2001–2002) - Angelika Beer (2002–2004) - Claudia Roth (2004–2013) - Simone Peter (2013–2018) - Annalena Baerbock (2018–2022) - Ricarda Lang (2022–2024) - Franziska Brantner (2024–napjainkig) | - Ludger Volmer (1993–1994) - Jürgen Trittin (1994–1998) - Antje Radcke (1998–2000) - Fritz Kuhn (2000–2002) - Reinhard Bütikofer (2002–2008) - Cem Özdemir (2008–2018) - Robert Habeck (2018–2022) - Omid Nouripour (2022–2024) - Felix Banaszak (2024–napjainkig) |

## Választási eredmények

### Bundestag
| Választások | Választókerületi szavazatok száma | Pártlistás szavazatok száma | %    | Megszerzett helyek száma | Kormány/Ellenzék?                                     | Pártelnök                               |
| ----------- | --------------------------------- | --------------------------- | ---- | ------------------------ | ----------------------------------------------------- | --------------------------------------- |
| 1980        | 732 619                           | 569 589                     | 1,5  | 0 / 519                  | Nem jutott be a törvényhozásba                        | Petra Kelly                             |
| 1983        | 1 609 855                         | 2 167 431                   | 5,6  | 28 / 520                 | Ellenzék                                              | Petra Kelly                             |
| 1987        | 2 649 459                         | 3 126 256                   | 8,3  | 44 / 519                 | Ellenzék                                              | Petra Kelly                             |
| 1990        | 2 589 912                         | 2 347 407                   | 5,0  | 8 / 662                  | Ellenzék                                              | Petra Kelly                             |
| 1994        | 3 037 902                         | 3 258 407                   | 6,9  | 49 / 672                 | Ellenzék                                              | Antje Vollmer                           |
| 1998        | 2 448 162                         | 3 301 624                   | 6,7  | 47 / 669                 | Kormánypárt: SPD párttal                              | Joschka Fischer                         |
| 2002        | 2 693 794                         | 4 110 355                   | 8,6  | 55 / 603                 | Kormánypárt: SPD párttal                              | Joschka Fischer                         |
| 2005        | 2 538 913                         | 3 838 326                   | 8,1  | 51 / 614                 | Ellenzék                                              | Joschka Fischer                         |
| 2009        | 3 974 803                         | 4 643 272                   | 10,7 | 68 / 622                 | Ellenzék                                              | Jürgen Trittin                          |
| 2013        | 3 177 269                         | 3 694 057                   | 8,4  | 63 / 630                 | Ellenzék                                              | Jürgen Trittin és Katrin Göring-Eckardt |
| 2017        | 3 717 436                         | 4 158 400                   | 8,9  | 67 / 709                 | Ellenzék                                              | Katrin Göring-Eckardt és Cem Özdemir    |
| 2021        | 6 465 502                         | 6 848 215                   | 14,8 | 118 / 736                | Kormánypárt: SPD (2021–) és FDP (2021–2024) pártokkal | Annalena Baerbock és Robert Habeck      |
| 2025        | 5 442 912                         | 5 761 476                   | 11,6 | 85 / 630                 | Még nem ismert                                        | Robert Habeck                           |

### Tartományi parlamentek
| Tartomány                 | Választási év | Szavazatok száma | %    | Megszerzett helyek száma | Kormány/Ellenzék?                      |
| ------------------------- | ------------- | ---------------- | ---- | ------------------------ | -------------------------------------- |
| Alsó-Szászország          | 2022          | 526 923          | 14,5 | 24 / 146                 | Kormánykoalíció az SPD-vel             |
| Baden-Württemberg         | 2021          | 1 585 903        | 32,6 | 58 / 154                 | Kormánykoalíció a CDU-val              |
| Bajorország               | 2023          | 1 972 147        | 14,4 | 32 / 203                 | Ellenzék                               |
| Berlin                    | 2023          | 278 964          | 18,4 | 34 / 159                 | Ellenzék                               |
| Brandenburg               | 2024          | 62 031           | 4,1  | 0 / 88                   | Parlamenten kívül                      |
| Bréma                     | 2023          | 150 263          | 11,9 | 11 / 84                  | Kormánypárt: vörös-vörös-zöld koalíció |
| Észak-Rajna-Vesztfália    | 2022          | 1 299 821        | 18,2 | 39 / 195                 | Kormánykoalíció a CDU-val              |
| Hamburg                   | 2025          | 805 783          | 18,5 | 25 / 121                 | Kormánykoalíció az SPD-vel             |
| Hessen                    | 2023          | 415 888          | 14,8 | 22 / 137                 | Ellenzék                               |
| Mecklenburg-Elő-Pomeránia | 2021          | 57 548           | 6,8  | 5 / 79                   | Ellenzék                               |
| Rajna-vidék-Pfalz         | 2021          | 179 902          | 9,3  | 10 / 101                 | Kormánypárt: közlekedésilámpa-koalíció |
| Saar-vidék                | 2022          | 22 598           | 5,0  | 0 / 51                   | Parlamenten kívüli                     |
| Szászország               | 2024          | 119 964          | 5,1  | 7 / 120                  | Ellenzék                               |
| Szász-Anhalt              | 2021          | 63 145           | 5,9  | 6 / 97                   | Ellenzék                               |
| Schleswig-Holstein        | 2022          | 254 124          | 18,3 | 14 / 69                  | Kormánykoalíció a CDU-val              |
| Türingia                  | 2024          | 38 289           | 3,2  | 0 / 88                   | Parlamenten kívül                      |

## Ismert politikusai
- Angelika Beer
- Reinhard Bütikofer
- Joschka Fischer
- Petra Kelly
- Fritz Kuhn
- Renate Künast
- Claudia Roth
- Jürgen Trittin
- Hans-Christian Ströbele
- Volker Beck
- Marieluise Beck
- Annalena Barbock
- Robert Habeck